# Anna Haag
Pour les articles homonymes, voir Anna Haag (femme politique) et Haag.
Anna Haag, née le 1er juin 1986 à Köping, est une fondeuse suédoise. Elle est détentrice d'un titre olympique, obtenu en 2014 avec le relais suédois, également composé de Ida Ingemarsdotter, Emma Wikén et Charlotte Kalla, et trois médailles d'argent, deux obtenues aux Jeux de 2010 sur le skiathlon et le sprint par équipes, et celle du relais des Jeux de 2018. Avec le relais suédois, elle possède également quatre médailles mondiales, trois en argent, en 2011, 2013 et 2017 et le bronze en 2009.

## Biographie
Aux Championnats du monde junior 2006, à Kranj, elle obtient comme meilleur résultat une sixième place à la poursuite.
Elle fait ses débuts en Coupe du monde de ski de fond en 2006, puis marque ses premiers points lors de la saison 2007-2008, où elle accumule trois cinquièmes places et monte sur son premier podium en relais à Gällivare en novembre 2008 et en épreuve individuelle (3e place) le 21 novembre 2009 à Beitostoelen en Norvège.
Anna Haag remporte sa seule course dans l'élite lors du Tour de ski 2010-2011, lors de l'étape de poursuite à Oberstdorf.
Depuis 2018, Anna Haag se concentre seulement sur les courses longue distance (marathon de ski).

## Palmarès

### Jeux olympiques d'hiver
Anna Haag participe à trois éditions des Jeux olympiques, en 2010 où elle remporte deux médailles d'argent, sur la poursuite et sur le sprint par équipe, où elle fait équipe avec Charlotte Kalla. Avec cette dernière, elle remporte le titre olympique du relais aux Jeux olympiques de 2014, les deux autres Suédoises étant Ida Ingemarsdotter et Emma Wikén. Aux Jeux olympiques de 2018, elle remporte la médaille d'argent du relais avec Charlotte Kalla, Ebba Andersson et Stina Nilsson.
| Épreuve / Édition   | Sprint                           | Sprint                           | 10 km                            | 10 km                            | Poursuite / Skiathlon 2 × 7,5 km   | 30 km | Relais                             | Relais                             |
| Épreuve / Édition   | libre                            | classique                        | libre                            | classique                        | Poursuite / Skiathlon 2 × 7,5 km   | 30 km | Sprint                             | 4 × 5 km                           |
| JO 2010 Vancouver   | Épreuve inexistante à cette date | —                                | 4e                               | Épreuve inexistante à cette date | Médaille d'argent, Jeux olympiques | —     | Médaille d'argent, Jeux olympiques | —                                  |
| JO 2014 Sotchi      | —                                | Épreuve inexistante à cette date | Épreuve inexistante à cette date | 20e                              | —                                  | 11e   | —                                  | Médaille d'or, Jeux olympiques     |
| JO 2018 Pyeongchang | Épreuve inexistante à cette date | —                                | —                                | Épreuve inexistante à cette date | 32e                                | 29e   | —                                  | Médaille d'argent, Jeux olympiques |

Légende :
- : première place, médaille d'or
- : deuxième place, médaille d'argent
- : pas d'épreuve
- — : Non disputée par Haag

### Championnats du monde
Anna Haag participe à cinq championnats du monde, entre 2009 et 2017. Elle remporte quatre médailles, toutes avec sur le remais quatre fois cinq kilomètres, le bronze lors de l'édition de 2009, l'argent lors des éditions de 2011, 2013 et 2017.
| Épreuve / Édition           | Sprint                           | Sprint                           | 10 km                            | 10 km                            | Poursuite Skiathlon 2 × 7,5 km | 30 km | Relais | Relais                    |
| Épreuve / Édition           | libre                            | classique                        | libre                            | classique                        | Poursuite Skiathlon 2 × 7,5 km | 30 km | Sprint | 4 × 5 km                  |
| Mondiaux 2009 Liberec       | —                                | Épreuve inexistante à cette date | Épreuve inexistante à cette date | —                                | —                              | 25e   | —      | Médaille de bronze, monde |
| Mondiaux 2011 Oslo          | —                                | Épreuve inexistante à cette date | Épreuve inexistante à cette date | 14e                              | 10e                            | 10e   | —      | Médaille d'argent, monde  |
| Mondiaux 2013 Val di Fiemme | Épreuve inexistante à cette date | —                                | 17e                              | Épreuve inexistante à cette date | 15e                            | 6e    | —      | Médaille d'argent, monde  |
| Mondiaux 2015 Falun         | Épreuve inexistante à cette date | —                                | —                                | Épreuve inexistante à cette date | —                              | 14e   | —      | —                         |
| Mondiaux 2017 Lahti         | —                                | Épreuve inexistante à cette date | Épreuve inexistante à cette date | 5e                               | 18e                            | 9e    | —      | Médaille d'argent, monde  |

Légende :
- : deuxième place, médaille d'argent
- : troisième place, médaille de bronze
- : pas d'épreuve

### Coupe du monde
- Meilleur classement général : 11e en 2011.
- Meilleur classement en distance : 8e en 2011.
- 7 podiums : 
  - 2 podiums en épreuve individuelle (2 troisièmes places).
  - 5 podiums par équipes : 1 victoire, 2 deuxièmes places et 2 troisièmes places.

#### Courses à étapes
- 1 podium dont 1 victoire d'étape.
- Tour de ski 
  - Son meilleur classement final est 7e en 2009.

##### Victoires d'étapes
| Date           | Lieu       | pays      | Compétition | Discipline |
| -------------- | ---------- | --------- | ----------- | ---------- |
| 3 janvier 2011 | Oberstdorf | Allemagne | Tour de Ski | 10 km PU   |

Légende :

TC = classique

TL = libre

MS = départ en masse

HS = départ avec handicap

PU = poursuite

#### Classements par saison
| Saison    | Classement général final | Classement distance | Classement sprint |
| 2007-2008 | 19e                      | 17e                 | 50e               |
| 2008-2009 | 19e                      | 19e                 | 43e               |
| 2009-2010 | 14e                      | 11e                 | 44e               |
| 2010-2011 | 11e                      | 8e                  | 38e               |
| 2011-2012 | 23e                      | 18e                 | 61e               |
| 2012-2013 | 31e                      | 25e                 | 67e               |
| 2013-2014 | 67e                      | 39e                 |                   |
| 2014-2015 | 40e                      | 23e                 | 76e               |
| 2015-2016 | 30e                      | 27e                 | 55e               |
| 2016-2017 | 26e                      | 19e                 |                   |
| 2017-2018 | 24e                      | 20e                 | 52e               |

### Championnats de Suède
- Championne sur la poursuite en 2010.
- Championne sur le dix kilomètres classique en 2011.